# RCT T68
Die Baureihe RCT T68 sind Güterzuglokomotiven, die von dem schwedischen Eisenbahnverkehrsunternehmen (EVU) Railcare T AB gekauft wurden. Die Baureihe besteht aus zwei Fahrzeugen, die aus der Serie Vossloh Euro 4000 stammen.

## Geschichte
Die beiden nach Schweden gelieferten Fahrzeuge wurden 2006 mit den Fabriknummern 2503 und 2504 in Spanien gebaut und in Deutschland zunächst als Vorführlokomotiven verwendet. 2009 wurden sie von Railcare erworben. Die Auslieferung erfolgte über Tågåkeriet i Bergslagen (Tågab), den nordischen Generalvertreter von Vossloh.
Für den Einsatz in Schweden erhielten sie eine Traktionskontrolle zur Verminderung des Radschlupfes, eine zusätzliche Führerhausisolierung, eine Notheizung und verstärkte Schienenräumer (Schneepflug). Zudem wurden sie mit HBC-Funksteuerung und ATC für Norwegen und Schweden ausgestattet.
Da sich Railcare vorwiegend mit Instandhaltung wie Durchlassrenovierungen unter Bahnstrecken und Straßen sowie mit Spezialtransporten in Skandinavien, Streckenwartung und Fahrzeugvermietung beschäftigt, waren sie für diesen Verwendungszweck vorgesehen. Inzwischen betreibt Railcare auch regulären Güterzugverkehr, insbesondere in Nordschweden und Nordnorwegen. Zudem werden die Lokomotiven auch regelmäßig an das norwegische EVU CargoNet vermietet, das sie zusammen mit eigenen, weitgehend baugleichen Lokomotiven der Baureihe CD 312 einsetzt.